# 12 Lyncis
12 Lyncis, som är stjärnans Flamsteed-beteckning, är en trippelstjärna i den norra delen av stjärnbilden Lodjuret. Den har en kombinerad skenbar magnitud på ca 4,86 och är svagt synlig för blotta ögat där ljusföroreningar ej förekommer. Baserat på parallaxmätning inom Hipparcosuppdraget på ca 15,2 mas, beräknas den befinna sig på ett avstånd på ca 210 ljusår (ca 66 parsek) från solen. Den rör sig närmare solen med en heliocentrisk radialhastighet av ca -3 km/s.
Stjärnan har en relativt stor egenrörelse och förflyttar sig över himlavalvet med en hastighet av 0,341 bågsekunder per år.

## Egenskaper
Primärstjärnan 12 Lyncis A är en blå till vit stjärna i huvudserien av spektralklass A3 V. Den har en radie som är ca 2,5 solradier och utsänder ca 42 gånger mera energi än solen från dess fotosfär vid en effektiv temperatur på ca 8 600 K.
Separerade genom ett teleskop kan tre stjärnor observeras i 12 Lyncis. Två av stjärnorna med skenbar magnitud 5,4 respektive 6,0 ligger med en vinkelseparation av 1,8 bågsekunder år 1992 och en gulfärgad stjärna av magnitud 7,2 med en separation av 8,6 bågsekunder år 1990.  Omloppsperioden för de två ljusare stjärnorna är inte känd med säkerhet, men verkar ligga någonstans mellan 700 och 900 år. Paret har en projicerad separation av 128 AE.